# 松柏镇 (神农架)
松柏镇是中国湖北省神农架林区下辖的一个镇。

## 行政区划
松柏镇下辖狮象坪社区、百花坪社区、松柏村、龙沟村、清泉村、堂房村、盘水村、八角庙村、红花朵村、麻湾村。